# Lille Vildmose
Lille Vildmose este o arie protejată (arie de protecție specială avifaunistică — SPA) din Danemarca întinsă pe o suprafață de 7.393 ha, integral pe uscat.

## Localizare
Centrul sitului Lille Vildmose este situat la coordonatele 56°52′58″N 10°12′31″E / 56.882778°N 10.208611°E.

## Înființare
Situl Lille Vildmose a fost declarat arie de protecție specială avifaunistică în mai 1983 pentru a proteja 21 de specii de animale.

## Biodiversitate
Situată în ecoregiunea continentală, aria protejată nu include niciun habitat protejat.
La baza desemnării sitului se află mai multe specii protejate de  păsări (21): gâscă cu cioc scurt (Anser brachyrhynchus), gâscă de semănătură (Anser fabalis), acvilă de munte (Aquila chrysaetos), ciuf de câmp (Asio flammeus), buhai de baltă (Botaurus stellaris), buha (Bubo bubo), caprimulg (Caprimulgus europaeus), barză neagră (Ciconia nigra), erete de stuf (Circus aeruginosus), erete vânăt (Circus cyaneus), lebădă de iarnă (Cygnus cygnus), ciocănitoare neagră (Dryocopus martius), șoim călător (Falco peregrinus), cocor (Grus grus), codalb (Haliaeetus albicilla), sfrâncioc roșiatic (Lanius collurio), ciocârlie de pădure (Lullula arborea), viespar (Pernis apivorus), cormoran mare (Phalacrocorax carbo), bătăuș (Philomachus pugnax), fluierar de mlaștină (Tringa glareola).